# Erik Stock
Erik Stock (Oslo, 10 mei 1971) is een voormalig Noors voetballer.
Stock speelde in de jeugd voor Fagerborg BK, Frigg Oslo FK, en PSV voordat hij bij N.E.C. doorbrak. De verdediger speelde in zijn loopbaan slechts één seizoen in de Noorse competitie. Stock kwam tussen 1991 en 2004 tot 325 wedstrijden als profvoetballer waarin hij 4 doelpunten maakte.
Hij stopte met betaald voetbal in 2004, waarna hij nog enkele jaren bij de amateurs van VV Geldrop speelde.